# حسن أباد خالصة
حسن أباد خالصة (بالفارسية: حسن‌آباد خالصه) هي قرية تقع في قسم احمدآباد مستوفي الريفي (مقاطعة اسلام شهر) في إيران. يقدر عدد سكانها بـ 2,108 نسمة .